# Effelder
Effelder település Németországban, azon belül Türingiában. Lakosainak száma 1200 fő (2023. december 31.).

## Népesség
A település népességének változása:
| Lakosok száma | 1245 | 1198 | 1202 | 1184 | 1201 | 1200 |
|               | 2014 | 2017 | 2019 | 2021 | 2022 | 2023 |